# Дихлоробис(трифенилфосфит)платина
Дихлоробис(трифенилфосфит)платина — металлоорганическое соединение
платины
с формулой Pt[P(OC6H5)3]2Cl2,
белые кристаллы.

## Получение
- Реакция суспензии трифенилфосфита в этаноле с раствором тетрахлороплатинатом(II) натрия:

{\displaystyle {\mathsf {Na_{2}[PtCl_{4}]+2P(OC_{6}H_{5})_{3}\ {\xrightarrow {}}\ Pt[P(OC_{6}H_{5})_{3}]_{2}Cl_{2}+2NaCl}}}

## Физические свойства
Дихлоробис(трифенилфосфит)платина образует белые кристаллы.
Устойчив на воздухе.
Растворяется в бензоле, хлороформе, дихлорметане.
Плохо растворяется в углеводородах.
Образует цис- и транс-изомеры.